# Säbeltanz (Tanz)

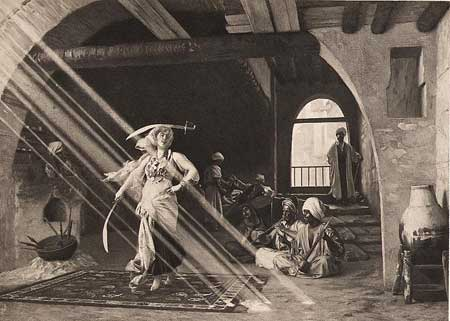
Zeichnung aus dem 19. Jahrhundert (Jean-Léon Gérôme)

Der Säbeltanz ist ein orientalischer Tanz, der auch fälschlicherweise Schwerttanz genannt wird.

## Herkunft
Die Herkunft des Säbeltanzes, wie er heute im orientalischen Tanz gezeigt wird, ist ein Fantasietanz, der keine historisch belegbaren Quellen hat: Einige Tänzerinnen beziehen sich als Vorbild für ihre Interpretationen auf die griechischen Quellen über das Volk der Amazonen oder auf Vorbilder kämpfender Frauen aus der Geschichte des Orients. Einige Tänzerinnen führen an, der Säbeltanz stamme aus den Hochzeitsriten orientalischer Berbervölker: Der Frau wurde während der Hochzeit das (Schutz)Schwert (Säbel) des Mannes übergeben. Die Übergabe diente als Symbol, dass sie nun zur Herrin des Hauses und Bewahrerin der Familienehre geworden war. Um zu zeigen, dass sie mit dem Säbel umzugehen weiß, entwickelten die Frauen eine spielerische und tänzerische Art, nämlich den Säbeltanz. Diese Theorie wurde bisher nicht belegt.

## Form
Alle Musikarten sind im Fantasytanz möglich, daher auch im Säbeltanz. Von reinen Instrumentalstücken über klassische Musik, Filmmusik bis zu moderner Musik mit Synthesizer oder Folkloremusik ist alles erlaubt.
Das Kostüm sowie der Schmuck sind frei wählbar und richten sich nach keinen direkten historischen Vorlagen oder Quellen. Meist wird mit einem Oberteil (z. T. mit Jacke) und einer Pluderhose getanzt. Oft wird der Säbeltanz auch in folkloristischen Kostümen gezeigt oder in einem dem klassischen Bauchtanzkostüm sehr ähnlichen Kostüm oder auch Kleid.
Der Säbeltanz kann mit schnellen und langsameren Bewegungen getanzt werden. Dies ist der Tänzerin frei überlassen. Es werden immer die typischen Bewegungen des orientalischen Tanzes benutzt. Die getanzte Illusion der kampfbereiten Frau mit dem todbringenden Säbel steht hier zwar im Vordergrund, der Tanzausdruck ist in der Regel nicht kämpferisch, eher huldvoll und ätherisch. Der Säbel darf trotzdem niemals mit der Hand umschlossen werden, auch wenn die ausbalancierten Tanzsäbel keine Klinge haben. Die Attraktion des Säbeltanzes ist das möglichst bewegungsfreie Balancieren des Säbels auf dem Kopf, der Schulter, der Hüfte und dem Bauch, in einer Bewegung oder während die Tänzerin tanzt. Es werden oft Doppel-Säbeltänze gezeigt, um die Virtuosität der Tänzerin noch stärker zu unterstreichen. Tänze mit mehr als zwei Säbeln lassen einen Tanz nicht mehr zu, hier wird ausschließlich balanciert und langsam geschritten. Viele Tänzerinnen benutzen typische Bewegungen des „Shamadantanzes“, sowie leicht akrobatische Elemente wie Spagat, Balancieren auf einem Bein oder Elemente des Bodentanzes zum Säbeltanz. In den letzten Jahren wurden auch häufig Säbeltänze, die normalerweise als Solo angelegt sind, als Duo oder Gruppentanz gezeigt, häufig auch mit kleinen Show-Kampfeinlagen, die auf die Musik (meist Filmmusik) abgestimmt sind. Gruppentänze mit dem Säbel sind besonders schwer aufzuführen, da die Synchronizität aller Tänzerinnen sehr hoch sein muss, um den Säbeltanz auf das Publikum wirken zu lassen. Den Säbeltanz zeigten vereinzelt auch Männer, im orientalischen Tanz sind es zu 99 % Frauen, die ihn zeigen.

## Säbel versus Schwert
Der Unterschied zwischen Säbel und Schwert ist die Größe, Länge, Schneide, Machart und das Gewicht der Waffe. Säbel haben eine gebogene Form und nur eine scharfe Schneide, sind leicht und elegant zu führen, wurden aber häufig mit einer schweren Hiebklinge gefertigt. Historisch gesehen sind Säbel die typische Waffe orientalischer Kämpfer, die den Säbel oft auch vom Pferd aus und einhändig führen konnten. Im orientalischen Säbeltanz wird daher mit einem Säbel getanzt, der durch seine gebogene Form einfacher zu balancieren ist.
An Formvarianten kann man folgende Säbeltypen unterscheiden:
- Türkischer Säbel
- Indischer Säbel
- Persischer Säbel
- Polnische Karabela
- Japanisches Schwert (Katana)